# お前、いつもの顔で笑うから泣いちまったよバカヤロー。
『お前、いつもの顔で笑うから泣いちまったよバカヤロー。』は、2005年に公開された日本映画。第一回松竹・BIGLOBE共催の映画祭C'NEXT（日本）にて、グランプリ・審査員特別賞受賞。
2007年2月にオムニバス短編集「Tanpen」（アムモ）内の1本としてDVDレンタル＆販売開始。俳優である稲葉信隆の初監督＆主演映画。
あまりにも残酷な振られ方をした真二（稲葉）がコンビニで買い物をしていると親友の洋平（片山）に偶然出会う。真二の様子がおかしいことに気付いた洋平は真二を海へ連れ出す。誰でも一度は経験するような青春時代の歯がゆくも温かい友情物語。
グランプリ及び審査員特別賞を受賞した松竹・BIGLOBE共催の映画祭C'NEXTでは他の追随を許さぬ圧倒的な大差での受賞となり、授賞式の際は観客全員がスタンディングオベーションで栄誉を称えた。

## キャスト
- 稲葉信隆
- 片山享

## スタッフ
- 企画：稲葉信隆・片山享
- 脚本 監督:稲葉信隆
- 撮影：ボブ鈴木
- 照明：山口俊一
- 記録：小浜公子
- 編集：加藤正志
- 挿入曲:花澤孝一
- 特別協力:辻岡正人・野口照夫・主力会